# St. Markus (Unterbalbach)

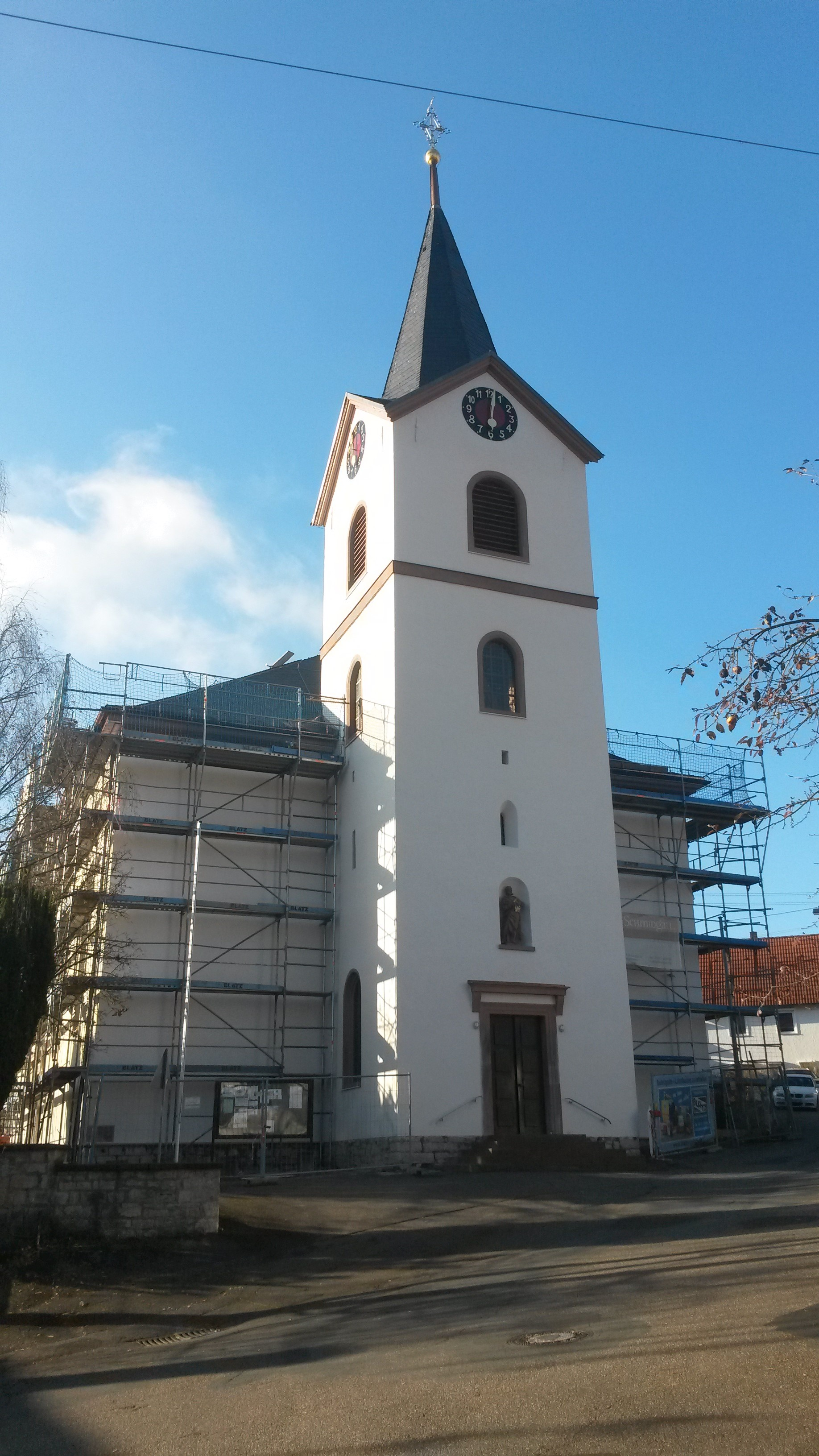
Die Pfarrkirche St. Markus in Unterbalbach

Die römisch-katholische Pfarrkirche St. Markus in Unterbalbach wurde 1824 im Weinbrenner-Stil erbaut.

## Geschichte
Eine 1631 erbaute Kirche mit demselben Patrozinium stand an gleicher Stelle. Der Altar dieser früheren Markuskirche befand sich dort, wo sich in der Gegenwart der Eingang zum Turm befindet. 1824 begann der Bau zu einer größeren St.-Markus-Kirche, deren Gemeinde von Pfarrer Auth geleitet wurde, der von 1814 bis 1833 in Unterbalbach wirkte. Im Juli 1825 wurde der Bau dieser Kirche abgeschlossen. Die erweiterte Kirche, die etwa 400 Personen aufnehmen kann, wurde dem Evangelisten Markus gewidmet. Die entstandenen Kosten übernahmen das Großherzogtum Baden, als Nachfolger des Hochstifts Würzburg, und der Deutschorden von Mergentheim.
Von 1977 bis 1979 wurde die Kirche bei einer Grundrenovierung um die Sakristei erweitert. Bis zu ihrer Auflösung am 31. August 2013 gehörte die Pfarrgemeinde St. Markus zur Seelsorgeeinheit Messelhausen. Seit dem 1. September 2013 gehört sie zur Seelsorgeeinheit Lauda-Messelhausen, die am 1. September 2014 erweitert wurde und jetzt den Namen Pfarrverband Seelsorgeeinheit Lauda-Königshofen trägt.
Im März 2016 wurde das restaurierte Turmkreuz der Kirche von Pfarrer Walterspacher gesegnet und anschließend neu montiert. Bis 2018 wurde das gesamte Kirchengebäude für circa 1,6 Millionen Euro saniert. Mit der Sanierung begann man 2010.
Die Markuskirche gehört zur Seelsorgeeinheit Lauda-Königshofen, die dem Dekanat Tauberbischofsheim des Erzbistums Freiburg zugeordnet ist.

## Ausstattung

### Altäre

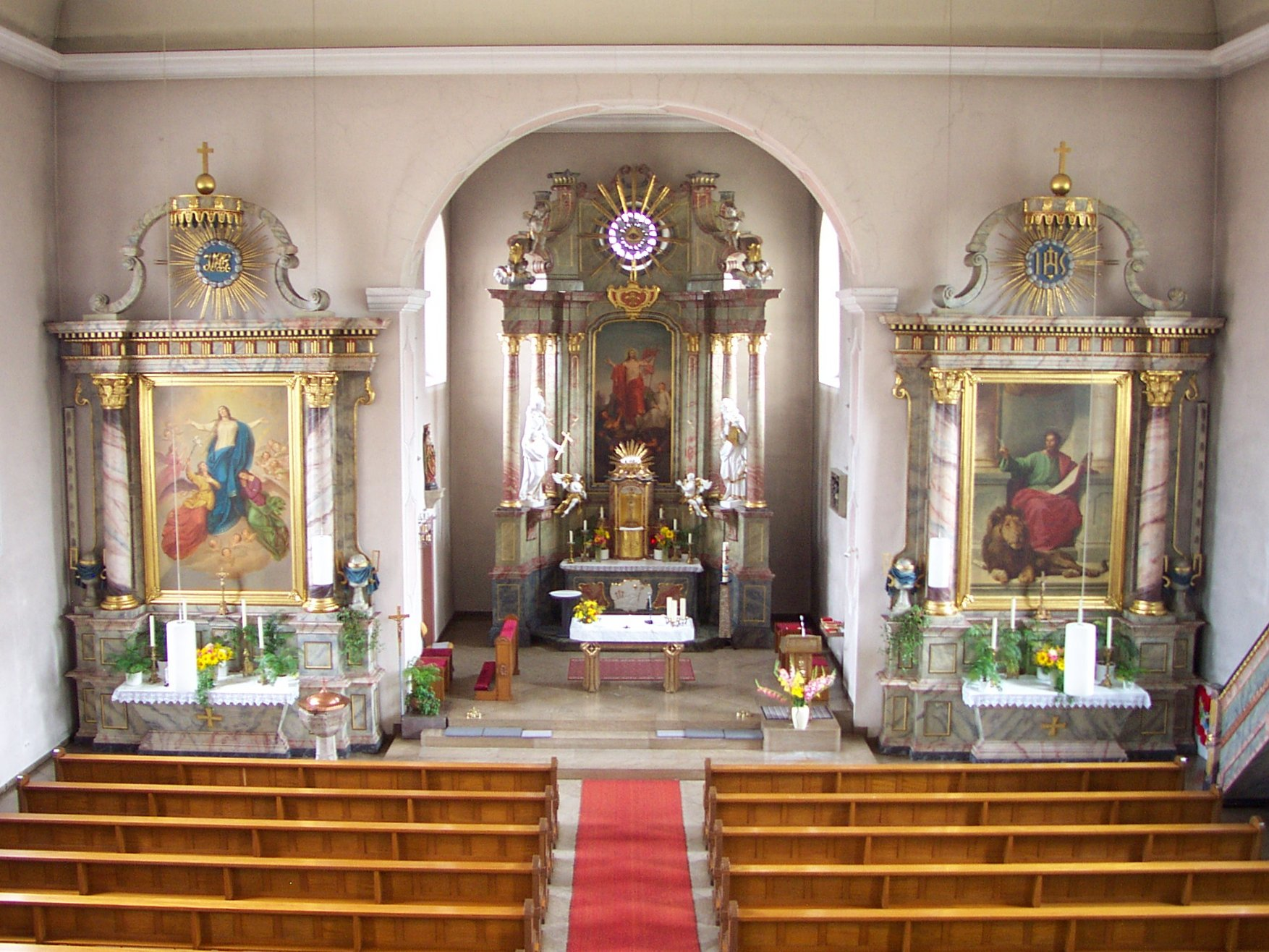
Kirchenschiff mit Blick auf die Altäre

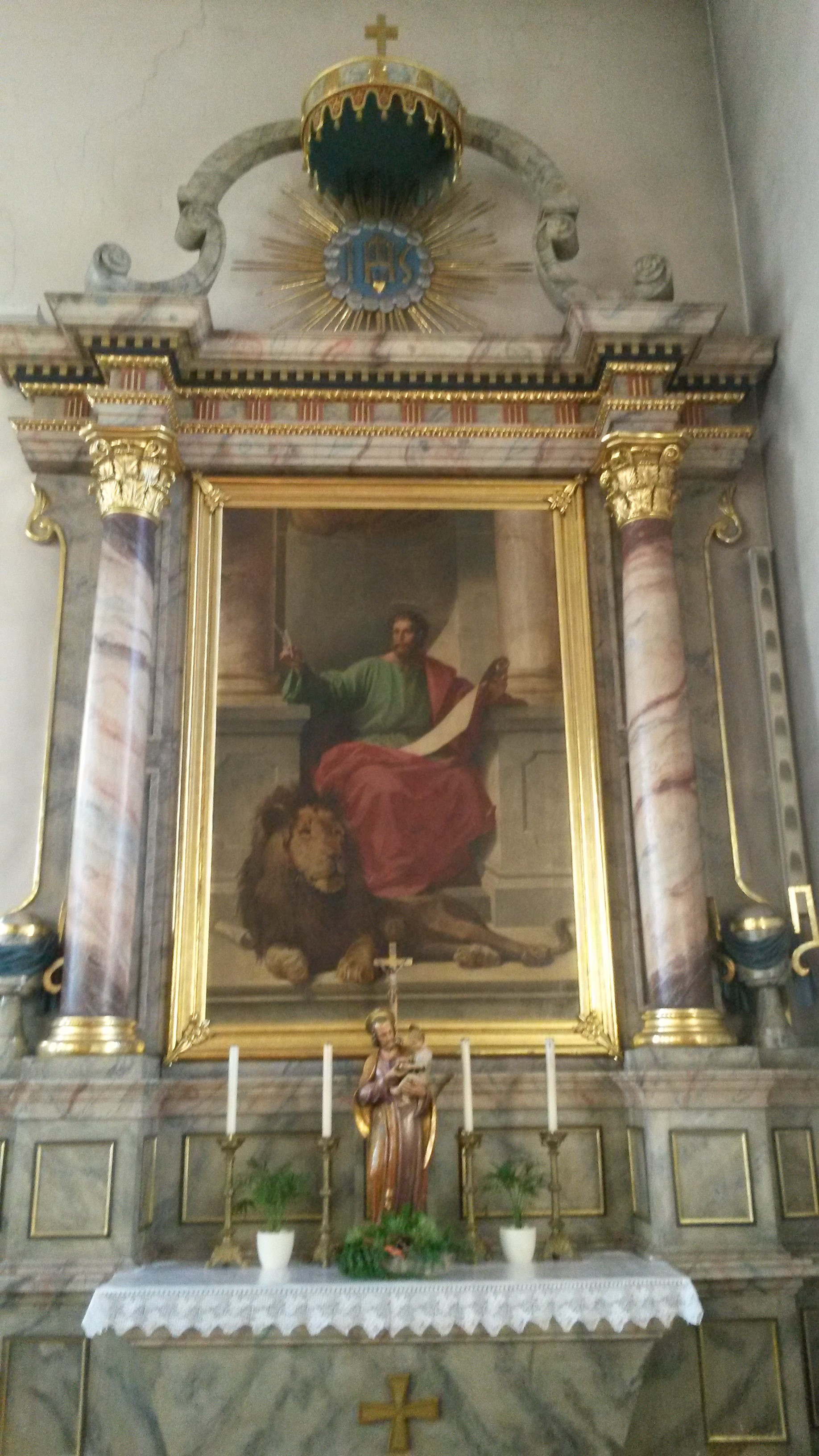
Der rechte Seitenaltar

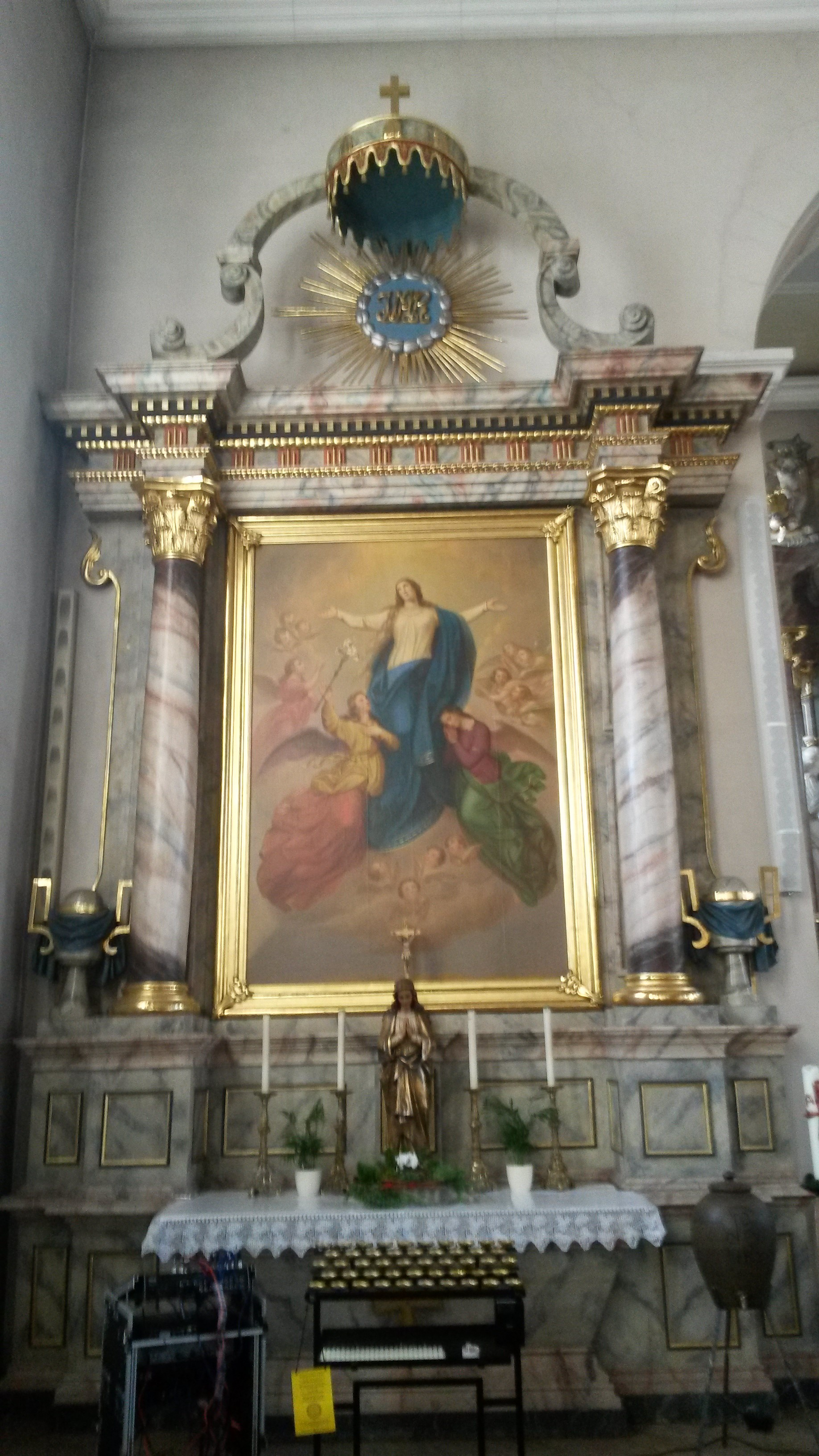
Der linke Seitenaltar

Der Hochaltar wurde 1774 von Wolfgang Weinsprach gebaut. Er stammt ursprünglich aus der Pfarrkirche Büchig und wurde dann nach St. Markus überführt. Der Seitenaltar links zeigt die Aufnahme Mariens in den Himmel. Über dem rechten Seitenaltar befindet sich eine Darstellung des Kirchenpatrons Markus, wie er auf seinem ikonographischen Attribut, dem Löwen, sitzt. Es wurde 1893 von Waldemar Kolmsperger entworfen.

### Taufstein
Der Taufstein stammt aus dem Jahr 1631 und hat die Form eines Kelches. Er trägt das Wappen der damaligen Ortsherren, des Hochstifts Würzburg, und wurde 2002 vom Künstler Paul Brandenburg mit einer neuen Bronzeabdeckung ausgestattet.

### Kirchenschiff
Links und rechts neben dem Portalfenster sieht man die Apostel Andreas und Johannes. An der linken Seitenwand hängt ein aus dem Jahr 1800 stammendes Kruzifix, begleitet von den Aposteln Petrus und Paulus. Zudem sieht man den hl. Markus mit Feder, Schriftrolle und einem Löwenkopf zu Füßen. An der Empore wird das Martyrium der hl. Barbara dargestellt. An der Rückwand hängt ein Gemälde mit dem Martyrium der hl. Agatha. An der rechten Seitenwand befindet sich die Kanzel. Sie wurde am Ende des 19. Jahrhunderts im Stil der Seitenaltäre errichtet. Außerdem gibt es zwei Statuen. Die eine zeigt den heiligen Mönch Wendelin. Die andere stellt den hl. Valentin dar, einen römischen Bischof. An der Empore wird der hl. Johannes der Täufer gezeigt. Auf der Rückwand befindet sich ein Gemälde des hl. Nepomuk, eines Märtyrers, der in Prag ertränkt wurde.

### Kirchturm
Über dem Turmeingang befindet sich eine Darstellung des hl. Märtyrers Sebastian um 350. Rechts befinden sich zwei Sakramentsnischen von 1631, die früher zur Aufbewahrung des Allerheiligsten genutzt wurden. Über der Turmnische befindet sich eine Statue des Kirchenpatrons Markus. Sie ist eine Nachbildung der Holzstatue im Innern der Kirche.

### Orgel
Die Orgel wurde 1891 gebaut. Sie besitzt ein mechanisches Werk mit zwei Manualen und 16 Registern. Zum 100-jährigen Jubiläum wurde sie renoviert und am 18. November 1992 von Dekan Elmar Landwehr geweiht.

### Glocken
Die Glocken stammen aus der Glockengießer-Familie Schilling und wurden in Heidelberg gegossen. Eine weitere Glocke von Christof Glockengießer stammt aus dem 17. Jahrhundert, wird derzeit aber nicht geläutet, sondern befindet sich auf dem Vorplatz der Kirche. Das fünfstimmige Geläut wurde am 2. August 1959 geweiht. Aufgrund der Sanierungsmaßnahmen sollte diese historische Glocke in den Glockenstuhl integriert und als Toten- und Taufglocke geläutet werden.
Der Glockenstuhl besteht aus zwei Geschossen. Im unteren hängen in zwei Gefachen die großen Glocken 1 und 2. Im oberen befinden sich die Glocken 3, 4 und 5. Unter dieser Glockenstube steht das Uhrwerk. Beim Uhrenschlag sind alle fünf Glocken aktiv. Den Stundenschlag übernimmt die Glocke 2. den Viertelstundenschlag die Glocken 1, 3, 4 und 5.
Es gibt fünf Glocken in der Kirche:
1. Glocke St. Markus; 1000 kg; Ton F
2. Glocke Christkönig; 800 kg; Ton G
3. Glocke Maria; 500 kg; Ton B
4. Glocke Josef; 360 kg; Ton C
5. Glocke sel. Bernhard von Baden; 250 kg; Ton D[4]